# Wacław Zamoyski
Wacław Jan Zamoyski herbu Jelita (zm. 27 maja 1651 roku) – kasztelan lwowski w latach 1633–1650, chorąży chełmski w 1633 roku.
W 1607 roku był posłem na sejm z ziemi chełmskiej. Jako poseł na sejm 1618 roku został deputatem skarbu rawskiego. Podpisał pacta conventa Władysława IV Wazy w 1632 roku. W 1635 roku został wyznaczony senatorem rezydentem.